# Ricimer
Flavius Ricimer (405 – 472) là tướng lĩnh man tộc German, người đã khống chế phần lãnh thổ còn lại của Đế quốc Tây La Mã từ giữa thế kỷ thứ 5. Vì nguồn gốc xuất thân từ người rợ nên Ricimer không thể tiếp nhận vương vị Augustus (Hoàng đế), thay vào đó ông nắm giữ chức magister militum (Thống lĩnh quân đội), từ đó trở về sau, ông dễ dàng thao túng và phế bỏ một loạt vị Hoàng đế bù nhìn khiến cho Đế quốc phương Tây suy yếu dần và cuối cùng đi đến sụp đổ vào năm 476.

## Tiểu sử
Ricimer xuất thân từ dòng dõi hoàng tộc người rợ, là một tín đồ Cơ Đốc giáo phái Arian, ông là con trai của Rechila thuộc tộc Suevi và là Vua xứ Galicia; mẹ ông không rõ tên tuổi là em gái hoặc con gái của Wallia, vua tộc Visigoth.
Thuở ban đầu, ông cùng tướng Flavius Aetius phụng sự trong quân đội dưới triều đại Hoàng đế Tây La Mã Valentinian III, Cái chết của Valentinian và Aetius vào năm 454-455 tạo ra một khoảng trống quyền lực ở Tây La Mã. Lúc đầu, Petronius Maximus đã cố gắng nắm quyền kiểm soát triều đình, nhưng ông đã bị giết chết khi vua Genseric thuộc man tộc Vandal tiến vào cướp phá thành Roma vào tháng 5 năm 455. Sau đó Avitus được người Visigoth đưa lên làm Hoàng đế. Avitus bổ nhiệm Ricimer là tổng chỉ huy quân đội đế quốc Tây La Mã rệu rã, nhằm đảm bảo sự an toàn của Ý và một phần phía nam xứ Gaul. Ông cho xây dựng một đội quân và hải quân mới lấy từ số lính đánh thuê người German. 
Sau khi rời khỏi Rome, Genseric để lại hạm đội hùng mạnh của ông phong tỏa duyên hải nước Ý. Ricimer chỉ huy hạm đội thuộc lực lượng của ông khuất phục người Vandal trong một trận hải chiến tại Corse, đồng thời ông còn hành quân đánh bại họ ở Agrigentum tại Sicilia. Được hỗ trợ bởi uy tín cao trong giới quân đội, Ricimer nhận được sự đồng ý của Viện Nguyên Lão La Mã về đề nghị tiến hành một cuộc thảo phạt nhằm chống lại Hoàng đế Avitus, người mà ông đánh bại trong một trận chiến đẫm máu tại Piacenza vào ngày 16 tháng 10 năm 456. Avitus thua trận và bị bắt làm tù binh, buộc phải thoái vị và được tấn phong làm Giám mục xứ Piacenza rồi qua đời chỉ vài năm sau. Ít lâu sau, Ricimer được Hoàng đế Đông La Mã Leo I phong chức patricius ở Constantinopolis.
Năm 457, được sự ủng hộ của Ricimer và sự ưng thuận của Hoàng đế Đông La Mã Leo I, tướng Majorian chính thức lên ngôi Hoàng đế Tây La Mã. Tuy nhiên Majorian đã chứng tỏ ông là một người cai trị tài năng và nhanh chóng trở thành vị vua độc lập không mấy dễ chịu. Ít lâu sau, Majorian bị Genseric đánh bại tại vùng Valencia của Tây Ban Nha ngày nay, trong khi dự tính tiến hành một cuộc viễn chinh chống lại vị vua man rợ này thì vào năm 461, Ricimer buộc ông phải thoái vị và sai người ám sát ông vào ngày 7 tháng 8 năm 461. Để dễ bề thao túng quyền lực chính trị trong tay, Ricimer đã chọn Nguyên Lão Nghị viên Libius Severus kế vị ngôi vua Tây La Mã nhưng không được sự chấp thuận của Leo tại Đông La Mã và bộ tướng Aegidius trú đóng ở Gaul.
Năm 465, Libius Severus bị Ricimer đầu độc chết do tỏ vẻ bất mãn về kiểu chuyên quyền của Ricimer, từ đó Ricimer thực sự đã là người kiểm soát triều đình Tây La Mã trong khoảng thời gian mười tám tháng không có Hoàng đế. Sau cùng vào năm 467, Ricimer và Genseric đều chấp nhận ứng cử viên của Leo là Anthemius lên ngôi Hoàng đế Tây La Mã. Ông gả đứa con gái của mình là Alypia cho Anthemius nhằm dụng ý tiếp tục khống chế triều đình Tây La Mã. Năm 468, Ricimer quyết định khởi binh chống lại Genseric để đề phòng nhà vua man rợ này có thể gây không ít cản trở cho sự thống trị của Đế quốc Tây La Mã.
Bốn năm sau, Ricimer chuyển đến Mediolanum (Milan ngày nay), sẵn sàng tuyên chiến với Anthemius. Epiphanius xứ Pavia, Giám mục Milan, kịp thời đi tới tiến hành hòa giải giữa đôi bên, sau đó Ricimer với đội quân thuộc man tộc German trước khi tiến quân tới Rome đã tuyên bố chọn Olybrius làm Hoàng đế Tây La Mã. Sau ba tháng vây hãm quyết liệt, cuối cùng ông chiếm được thành phố này vào ngày 1 tháng 7 năm 472. Anthemius bị giết chết. Không may, Ricimer tự nhiên lâm trọng bệnh, nằm liệt một chỗ, chưa đầy hai tháng sau thì qua đời vào ngày 18 tháng 8 cùng năm. Cháu trai là Gundobad kế thừa tước vị patricius và nắm quyền chỉ huy Quân đội Tây La Mã.